# Йоган Валтер-Курау
Йоган Валтер-Курау, також відомий як Яніс Валтерс (латис.) або Йоган Валтер (3 лютого 1869 — 19 грудня 1932) — латвійський художник.

## Життєпис
Йоган Валтер народився в Єлгаві (45 км на південь від Риги), і мав німецьке громадянство через свою матір –  балтійську німкеню.
Вивчав мистецтво в Імператорській академії мистецтв у Санкт-Петербурзі у Яніса Розентальса та Вільгельмса Пурвітіса. Творчість Йогана Валтера варіювалася від академічного реалізму 1890-х років через стиль, натхненний імпресіонізмом та експресіонізмом, до крайнього абстракціонізму зі своєрідним необ’єктивним баченням природи наприкінці його кар’єри.
На межі ХХ століття Валтер виділявся як один із найважливіших молодих художників Латвії,  але в 1906 залишився працювати в Дрездені, де змінив своє прізвище на Валтер-Курау. Прожив у Дрездені 10 років, перш ніж переїхати до Берліна в 1916 або 1917 роках.
Понад 120 його робіт знаходяться в колекції Латвійського національного художнього музею в Ризі, в тому числі його найвідоміша робота донімецької епохи «Хлопчики, що купаються» (1900). Йоган Валтер-Курау занесений до латвійського культурного канону.
Помер у Берліні 1932 року.

## Галерея

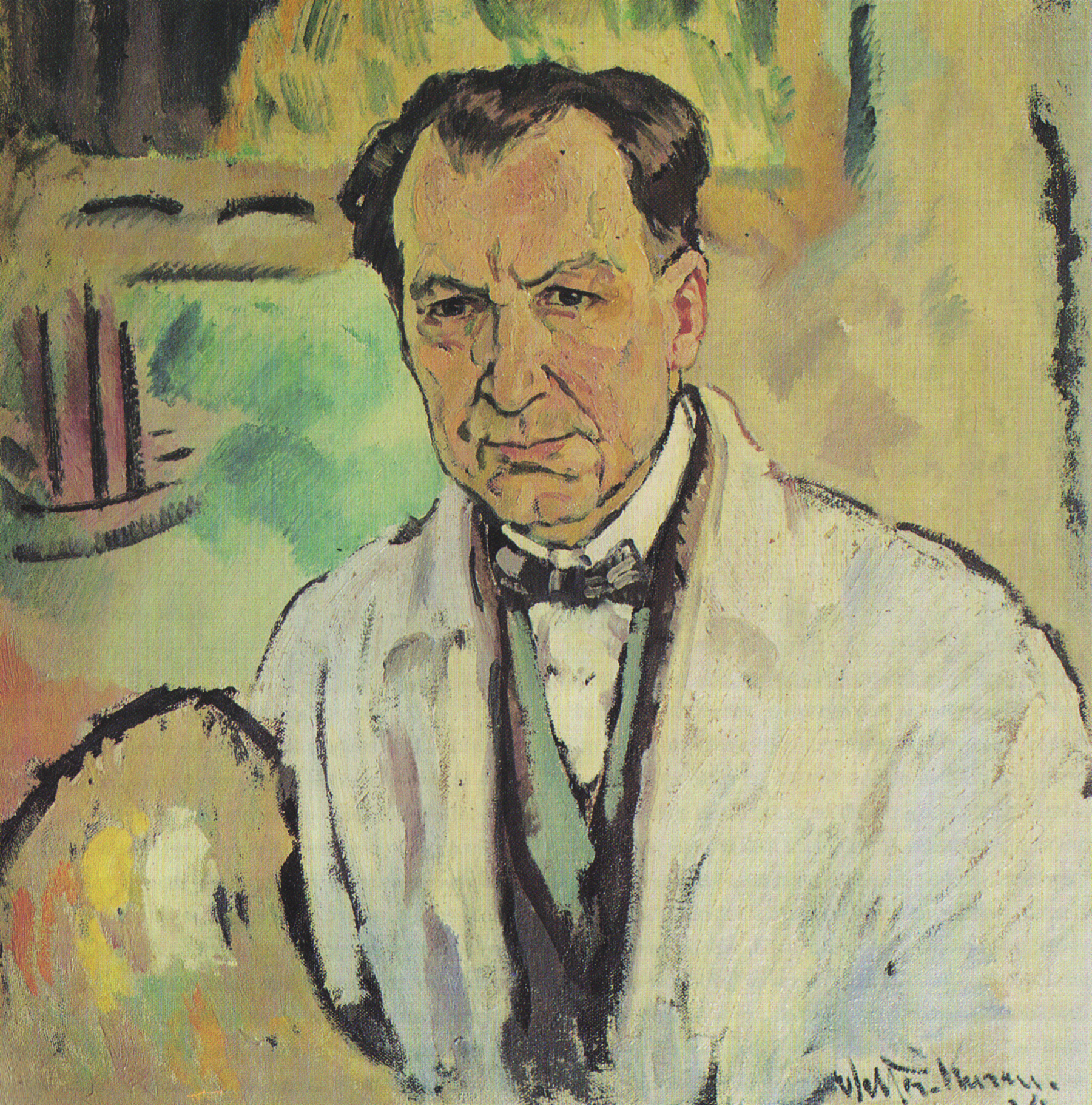
Автопортрет (1924)
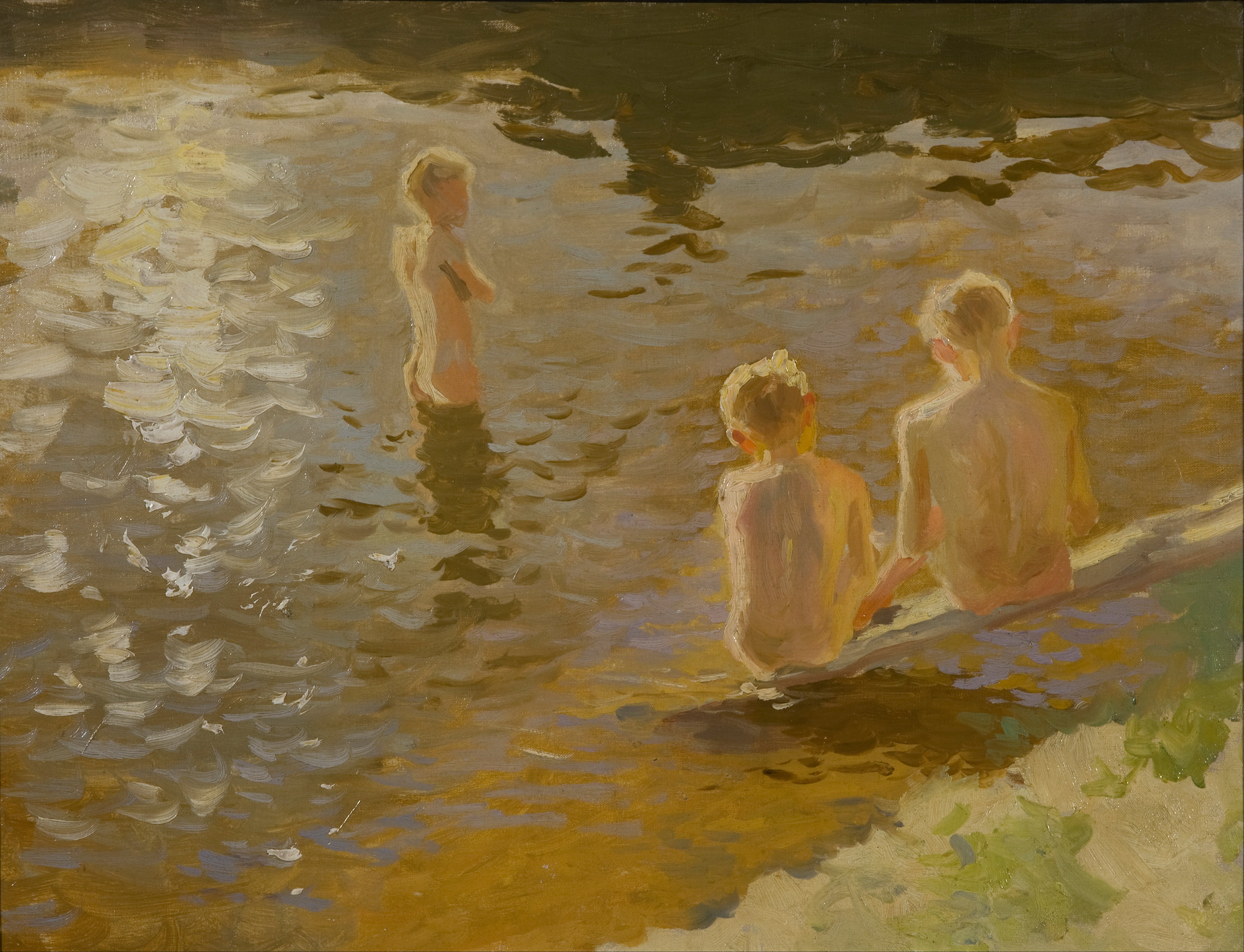
Хлопчики, що купаються (1900)
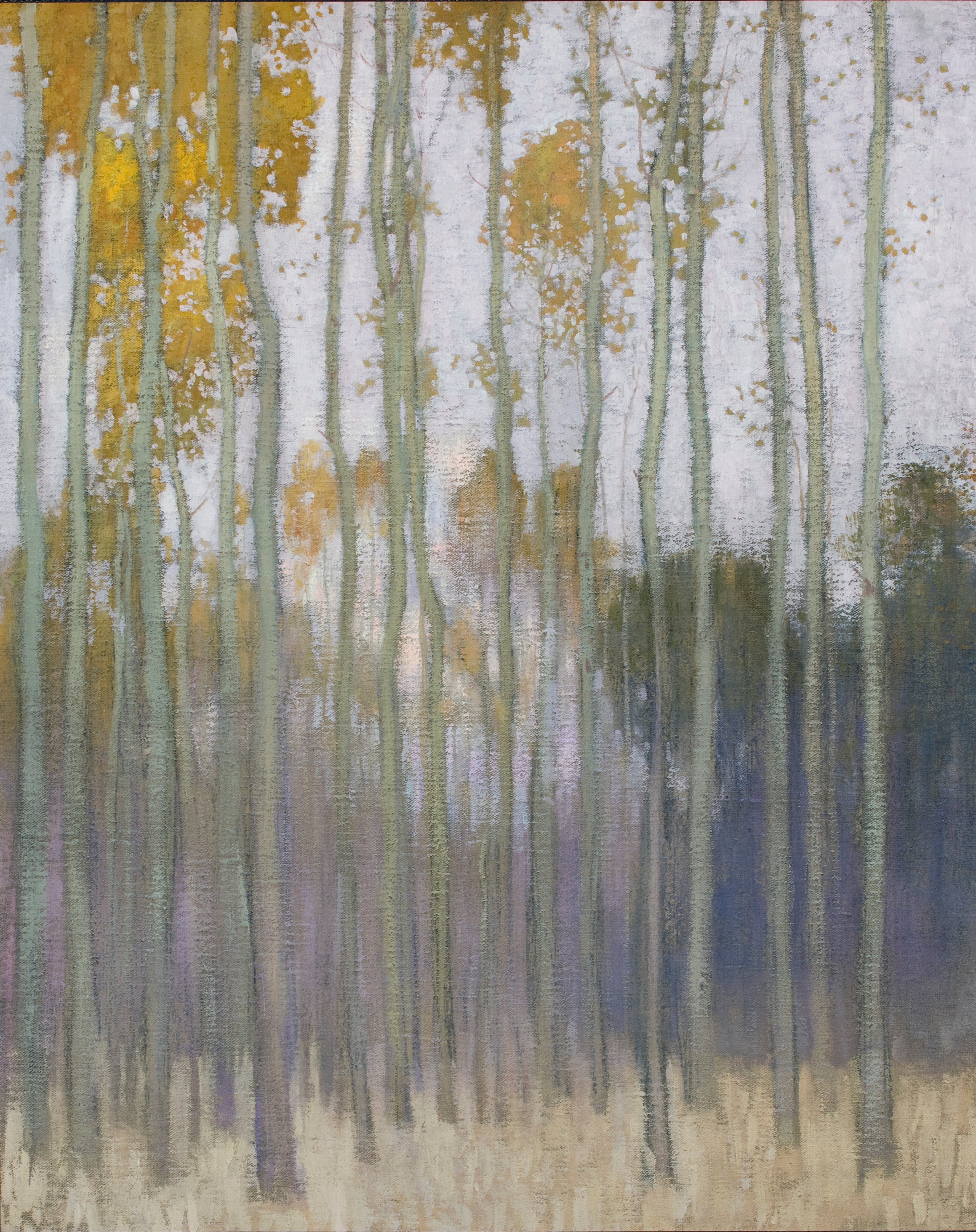
Ліс (Ранкове сонце) 1904
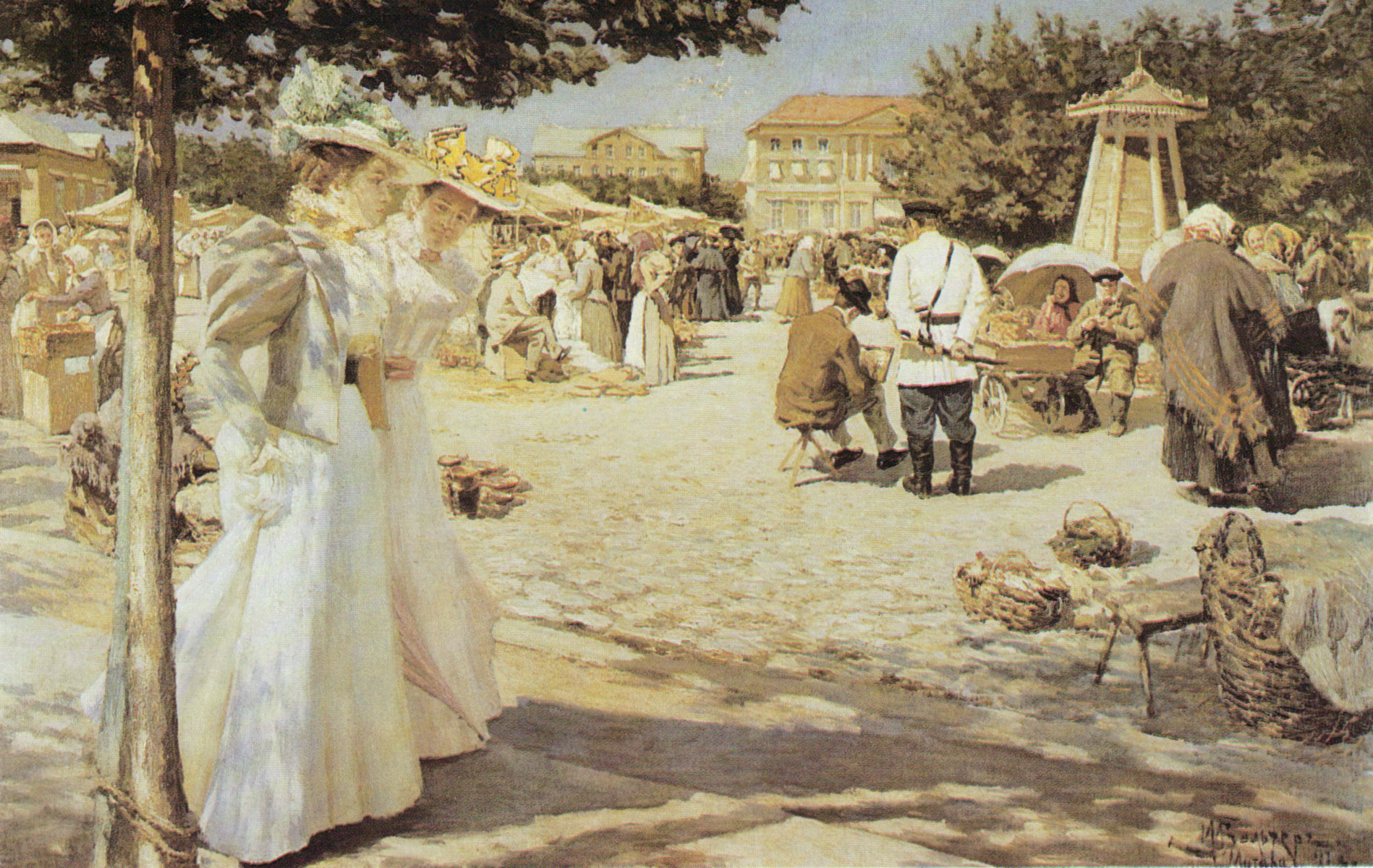
Ринок у Єлгаві (1897)
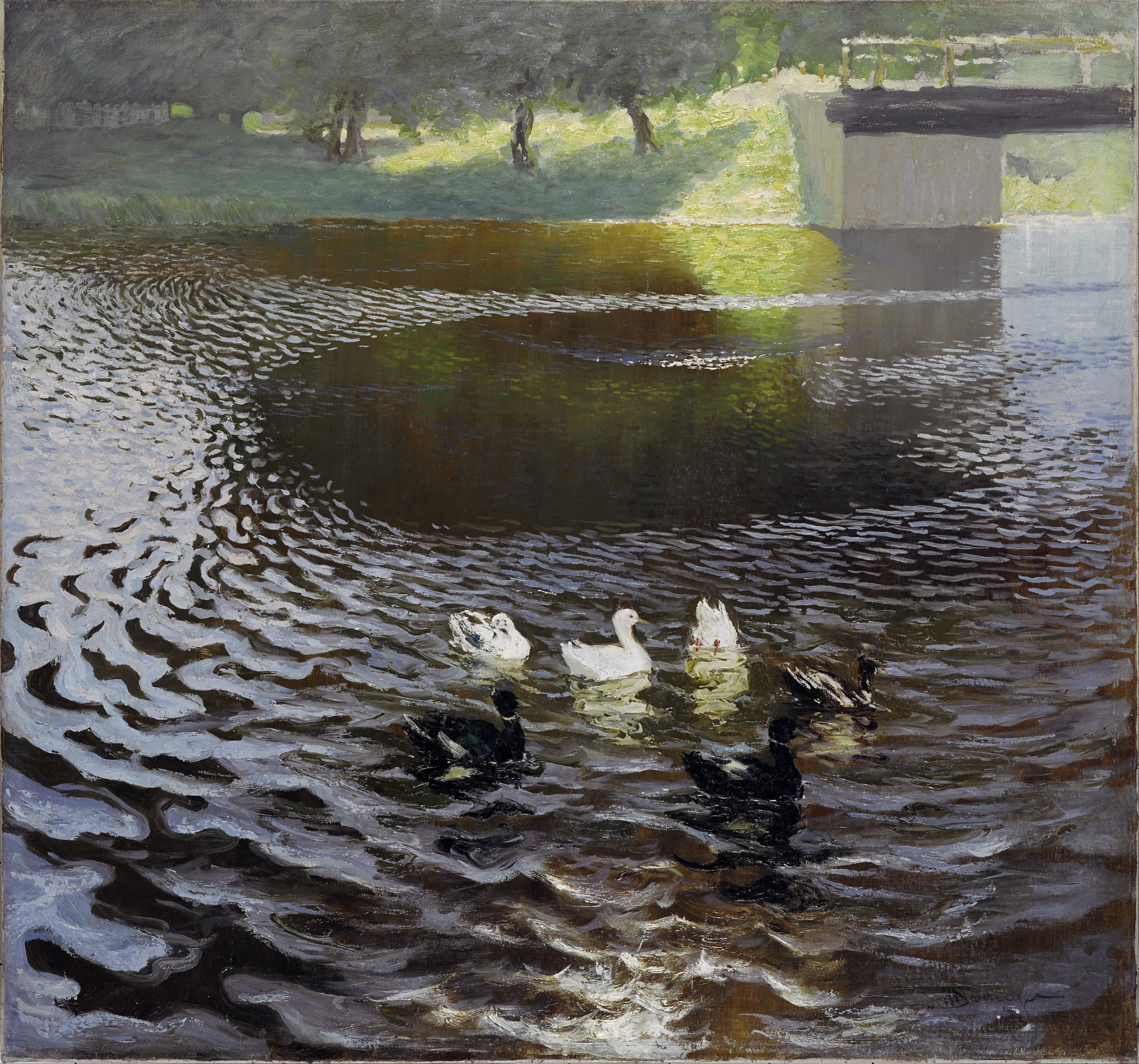
Качки (1898)
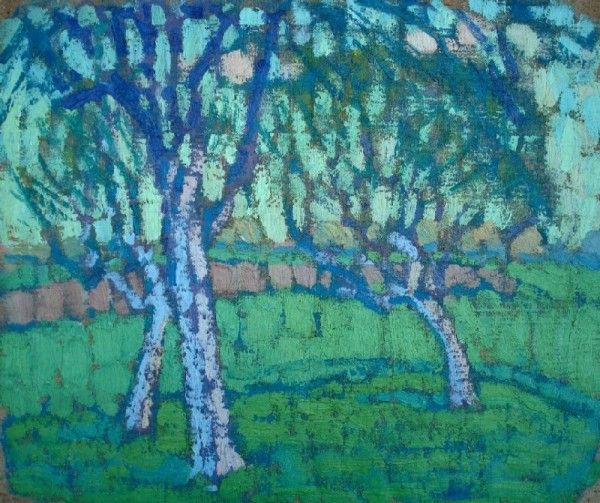
Пейзаж з березами (близько 1912 р.)

## Зовнішні посилання
- Sothebys [Архівовано 9 січня 2022 у Wayback Machine.]
- Вальтер-Курау в колекції Лестера [Архівовано 9 січня 2022 у Wayback Machine.]